# کدوالای وسکس
کدوالا (به انگلیسی: Caedwalla) یا کدوالادر (به انگلیسی: Cadwalader) (زادهٔ پیرامون ۶۵۹ — درگذشتهٔ ۲۰ آوریل ۶۸۹) پادشاه ساکسون غربی (وسکس) بود. سیولین، از شاهان نخستین پادشاهی وسکس، جد او به‌شمار می‌رود.

## زندگینامه
کدوالا در حدود سال ۶۵۹ پس از میلاد زاده شد. در جوانی او را از وسکس تبعید نمودند و او به یاغیگری روی آورد. کدوالا در ۶۸۵ به ساکسون جنوبی (ساسکس) حمله کرد و آنجا را غارت نمود و در همان سال توانست تاج و تخت وسکس را به چنگ آورد. او سپس ساسکس، پادشاهی کنت و جزیره وایت را مورد حملات وحشیانهٔ خود قرار داد.
کدوالا ناگهان در ۶۸۸ به مسیحیت گروید و به‌دنبال آن یک سال بعد با کناره‌گیری از قدرت به رم رفت. او در آنجا در دهم آوریل ۶۸۹ غسل تعمید داده شد و پس از مرگش در بیستم آوریل همان سال در کلیسای سنت پیتر به خاک سپرده شد.